# Club Agrupación Voleibol Esquimo 2014-2015
Questa voce raccoglie le informazioni riguardanti il Club Agrupación Voleibol Esquimo nelle competizioni ufficiali della stagione 2014-2015.

## Organigramma societario
Area tecnica
- Allenatore: José Manuel González
- Allenatore in seconda: Carlos García

## Rosa
| N° | Nome                     | Ruolo | Data di nascita   | Nazionalità sportiva |
| -- | ------------------------ | ----- | ----------------- | -------------------- |
| 1  | Sergio Bruque            | L     | 27 dicembre 1996  | Spagna               |
| 2  | Luis Justiniano          | S/O   | 20 giugno 1990    | Spagna               |
| 3  | Javier Justiniano        | P     | 13 aprile 1986    | Spagna               |
| 4  | José Cabrera             | C     | 30 maggio 1992    | Spagna               |
| 5  | Francisco Fernández      | L     | 10 marzo 1995     | Spagna               |
| 7  | Oscar Prades             | S     | -                 | Spagna               |
| 10 | Manuel Luis Batet        | P     | 29 settembre 1990 | Spagna               |
| 11 | Javier Ramos             | S     | 15 giugno 1993    | Spagna               |
| 13 | Andrés Hernández-Siverio | C     | 30 aprile 1988    | Spagna               |
| 14 | José María Castellano    | S/O   | 25 gennaio 1995   | Spagna               |
| 15 | Stefano Nassini          | C     | 10 agosto 1987    | Spagna               |
| 17 | Iurgen Specht            | S     | 21 dicembre 1991  | Brasile              |